# Pietro Bardellino
Pietro Bardellino (Nápoles, 17 de fevereiro de 1728 – Nápoles, 1806) foi um pintor italiano. 

## Biografia
Bardellino nasceu em Nápoles e estudou inicialmente com Francesco de Mura. Em 1773, tornou-se diretor da Accademia Napoletana del Disegno, que mais tarde se tornou a Academia Real de Belas Artes de Nápoles.[carece de fontes?] Bardellino se juntou ao movimento rococó, influenciado por Corrado Giaquinto.[carece de fontes?] Ele pintou principalmente temas religiosos e mitológicos em pinturas a óleo e afrescos. Ele fez afrescos no teto da igreja de San Giuseppe em Nápoles.